# Enneacanthus chaetodon
Enneacanthus chaetodon és una espècie de peix pertanyent a la família dels centràrquids.

## Descripció
- Pot arribar a fer 10 cm de llargària màxima (normalment, en fa 4,8).[5]

## Hàbitat
És un peix d'aigua dolça, demersal i de clima temperat (4 °C-22 °C; 41°N-29°N).

## Distribució geogràfica
Es troba a Nord-amèrica: des de Nova Jersey fins al centre de Florida i el riu Flint (Georgia).

## Observacions
És inofensiu per als humans.